# Wanjiaba-Gräber
Die Wanjiaba-Gräber (chinesisch 万家坝墓葬, Pinyin Wànjiābà mùzàng) in Chuxiong in der südwestchinesischen Provinz Yunnan sind berühmt für die dort entdeckten Bronzeobjekte. Die Stätte wird ungefähr auf das 7. Jahrhundert v. Chr. datiert.
Die Gräber liegen am Westufer des Flusses Qinglong He im Dorf Wanjiaba (万家坝村) der Großgemeinde Lucheng (鹿城镇) von Chuxiong und wurden ab 1975 vom Provinzmuseum Yunnan ausgegraben. Es wurden sechs Glocken eines Glockenspiels (biānzhōng, 羊角编钟) und eine bedeutende Sammlung von fünf Bronzetrommeln (tónggǔ) – genaugenommen Kesselgongs – entdeckt, die sich heute im Provinzmuseum Yunnan befinden und zu den ältesten in Asien zählen. Sie wurden nach der C14-Methode auf 690 v. Chr. (± 90 Jahre) datiert.
Durch die Funde ist die Diskussion zwischen chinesischen und vietnamesischen Gelehrten über den Ursprung des Kesselgongs (der sogenannten „Bronzetrommeln“) neu belebt worden.

### Nachschlagewerke
- Zhongguo da baike quanshu: Kaoguxue [Große chinesische Enzyklopädie: Band Archäologie]. Beijing: Zhongguo da baike quanshu chubanshe, 1986 (Online)